# Kola-Klasse
Projekt 42, nach dem Typschiff auch Sokol-Klasse genannt, von der NATO später als Kola-Klasse bezeichnet, war eine Klasse von Fregatten der sowjetischen Marine, die kurz nach dem Ende des Zweiten Weltkriegs für Geleitaufgaben konstruiert wurde.

## Entwicklung und Bau
Während des Krieges erkannten die Verantwortlichen der sowjetischen Marine, dass ein preiswerter Schiffstyp benötigt wurde, der Wach- und Begleitaufgaben durchführen konnte. Dafür wurden mehrere Entwürfe ausgearbeitet, deren Bewaffnung sich an der eines Zerstörers orientierte, jedoch schwächere Maschinen und eine kürzere Reichweite aufwiesen, so dass sie insgesamt kleinere Abmessungen und eine deutlich geringere Wasserverdrängung als ein vollwertiger Zerstörer hatten. Keines dieser Projekte kam im Krieg über das Planungsstadium hinaus und das Konzept wurde erst 1946 wieder aufgegriffen. Zwei Planungsbüros entwickelten konkurrierende Konzepte, eines basierend auf einem Dieselantrieb, das andere stützte sich bei seinem Entwurf auf Dampfkessel mit nachgeschalteten Turbinen als Antriebssystem. Dabei sollen auch deutsche Entwicklungen in die Planung eingeflossen sein.
Die Marine entschied sich für den Entwurf mit Dampfturbinen und die eigentlichen Planungsarbeiten konnten bis zum Dezember 1947 abgeschlossen werden. Von der Marine verlangte Änderungen der Bewaffnung verzögerten den Planungsabschluss bis April 1948. Baubeginn des ersten Schiffes war schließlich der 17. August 1949.
Die Klassifizierung der Schiffe schwankt zwischen Glattdecker-Geleitzerstörer und Fregatte.

## Technik

### Rumpf und Antrieb
Die Schiffe des Projekts 42 wurden erstmals aus vorgefertigten Segmenten zusammengesetzt und verschweißt. Jedoch zeigte sich der Rumpf den durch Vibrationen im Antrieb erzeugten Kräften nicht gewachsen und im Heckteil traten Belastungsbrüche auf, so dass alle Schiffe des Typs mit zusätzlich angebrachten Verstrebungen verstärkt werden mussten.
Der Hauptantrieb bestand aus zwei KW-42-Dampfkesseln, die hintereinander verbaut waren und ihre Abgase über je einen eigenen Schornstein abführten. Die Kessel verbrannten Treibstoff, um Wasser zu verdampfen. Der so entstehende 370° heiße Wasserdampf trieb dann zwei TW-10-Turbinen an, die ihre Kraft auf die dahinter liegenden Wellen mit den Propellern übertrugen. In den Kesselräumen wurde dabei hochfrequenter Lärm gemessen, der bis zu 128 dB erreichte, und so die Schmerzgrenze überschritt.
Die gemessene Spitzengeschwindigkeit bei Tests waren 29,65 Knoten bei 580 Umdrehungen der Wellen pro Minute.
Als Generator für die Stromversorgung kamen Drehstrom-Asynchronmaschinen mit Kurzschlussläufer zum Einsatz, die 220 Volt für die Schiffssysteme lieferten.

### Bewaffnung
Die Hauptbewaffnung der Schiffe bildeten vier 100-mm-L/56 B-34-USM-Geschütze, die manuell nachgeladen eine Feuergeschwindigkeit von 15 Schuss pro Minute bei einer maximalen Reichweite von etwa 22 km erreichten. Die Geschütze waren einzeln auf der Längsachse der Schiffe, zwei auf der Back, zwei auf dem Achterschiff verbaut. Sie waren nicht in Türmen untergebracht, sondern nur mit einem nach hinten offenen Schutzschild versehen. Die Waffe war kurz vor dem Zweiten Weltkrieg entwickelt worden und wurde, neben mehreren Schiffstypen und Landbefestigungen, auch im Jagdpanzer SU-100 verwendet.
Zur Flugabwehr waren zwei doppelläufige, wassergekühlte V-11M-Geschütze vom Kaliber 37-mm-L/67 in offenen Geschützständen achtern des hinteren Schornsteins aufgestellt. Jedes Geschütz hatte eine Bedienmannschaft von drei Soldaten und konnte eine theoretische Kadenz von bis zu 360 Schuss pro Minute erreichen. Es konnten mit entsprechender Munition Luftziele bis zu einer Entfernung von 4000 Metern bekämpft werden.
Vier BPS-Vorrichtungen zum Absetzen von Wasserbomben waren am Heck installiert. Zusätzlich wurden zwei BSR-Werfer zur Bekämpfung von U-Booten im Nahbereich an Deck aufgestellt. Sie waren mit einer festen Schussweite von 260 Metern auf den Schiffen verbaut und feuerten Salven von kleinen raketengetriebenen Wasserbomben in einem 45°-Winkel ab. Der langsame Flug dieser Granaten in einem steilen Winkel machte der Marine bald Sorgen, da befürchtet wurde, die Schiffe könnten bei maximaler Geschwindigkeit in den Wirkbereich der eigenen Wasserbomben-Salve geraten. So wurden sie später durch das Werfer-Modell RBU-2500 ersetzt.
Drei 53-cm-Torpedos waren in einem drehbaren Werfer auf dem Oberdeck zwischen den Schornsteinen untergebracht. Der Werfer konnten nur ungelenkte Torpedos einsetzten, die nicht zur Bekämpfung von U-Booten geeignet waren.
Auf dem Oberdeck, beginnend unmittelbar hinter dem Brückenaufbau, waren auf beiden Schiffsseiten bis zum Heck Schienen montiert, auf denen Seeminen gelagert und bis zu ihrer Absetzvorrichtung am Heck bewegt werden konnten.

## Sensoren und Feuerleitsystem
Die Schiffe waren mit einem Fakel-M-Radar zur Suche nach Luft- und Oberflächenkontakten auf der Spitze des Mastes ausgerüstet.
Zur Suche nach U-Booten war ein Tamir-N-Aktiv-Sonar (NATO: „Stag Hoof“) unterhalb des vorderen Geschützturms im Rumpf verbaut. Der Sensor des Systems konnte in den Rumpf zurückgezogen oder ausgefahren werden. Es konnten mit einem piezoelektrischen Wandler im Sonar bereits Frequenzen im Ultraschallbereich überwacht werden.
Für die Ermittlung von Richtwerten für die Artillerie war auf Projekt 42 ein SVP-29-RLM-Entfernungsmesser hinter der Kompassplattform auf dem Peildeck der Schiffe am Fuß des Hauptmasts aufgestellt. Es war ein optischer Entfernungsmesser mit einer kurzen Basislänge, dessen Ergebnisse zu ungenau waren, so dass er später durch das dann verfügbare SVP-42-System (NATO: „Wasp Head“) ersetzt wurde.

## Schiffe des Projekts 42
Die acht Schiffe des Projekts wurden alle in Kaliningrad von Werft 820 gebaut. Die Produktion wurde eingestellt, weil die geopolitische Lage es unwahrscheinlich machte, dass Konvois von sowjetischen Handelsschiffen in großem Stil im Kriegsfall unterwegs sein würden. So entfiel auch die Notwendigkeit für spezielle Eskorten wie Projekt 42.

### Sokol
Die Sokol (russisch Сокол) (deutsch: Falke) wurde am 17. August 1949 auf Kiel gelegt und lief am 11. September 1950 vom Stapel. Sie diente in der Baltischen Flotte, wurde dann zur Nordflotte ins Weiße Meer versetzt. Bereits am 18. August 1971 wurde sie entwaffnet und eingemottet, aber erst am 20. Juni 1986 wurde sie endgültig außer Dienst gestellt und später in Murmansk abgewrackt.

### Berkut
Die Berkut (russisch Беркут) (deutsch: Steinadler) wurde am 25. April 1950 auf Kiel gelegt und lief am 2. April 1951 vom Stapel. Wie einige ihrer Schwesterschiffe diente sie zunächst in der Ostsee, bevor sie über Flüsse ins Weiße Meer verlegt wurde. Am 26. Oktober 1965 endete ihr Dienst in der Flotte und sie wurde ein Jahr später abgewrackt.

### Kondor
Die Kondor (russisch Кондор) (deutsch: Kondor) wurde am 28. Juni 1950 auf Kiel gelegt und lief am 27. Mai 1951 vom Stapel. Nach dem Dienst in Baltischer- und Nordflotte stellte man sie am 26. Januar 1970 außer Dienst und verschrottete das Schiff später.

### Grif
Die Grif (russisch Гриф) (deutsch: Greif) wurde am 18. September 1950 auf Kiel gelegt und lief am 3. September 1951 vom Stapel. Sie wurde an der Grenze zu Finnland für Patrouillendienste eingesetzt und später zunächst außer Dienst gestellt, dann aber ins Kaspische Meer transferiert. Am 21. Mai 1981 stellte man sie endgültig außer Dienst und sie wurde abgewrackt.

### Kretschet
Die Kretschet (russisch Кречет) (deutsch: Gerfalke) wurde am 15. Dezember 1950 auf Kiel gelegt und lief am 27. November 1951 vom Stapel. Vom 28. Juli 1966 an trug sie den Namen Sowjetski Dagestan. Sie wurde für Grenzsicherungsaufgaben eingesetzt und später ins Kaspische Meer transferiert. Das Schiff wurde am 10. Februar 1977 außer Dienst gestellt und verschrottet.

### Orlan
Die Orlan (russisch Орлан) (deutsch: Seeadler) wurde am 30. April 1951 auf Kiel gelegt und lief am 9. Mai 1952 vom Stapel. Vom 15. Dezember 1966 an trug sie den Namen Sowjetski Turkmenistan. Sie diente zunächst bei der Baltischen Flotte, wurde dann zur Nordflotte verlegt und schließlich über Flüsse ins Kaspische Meer überführt, wo sie während ihrer letzten Jahre im Einsatz als Ausbildungsschiff genutzt wurde. Am 22. November 1976 wurde sie aus der Schiffsliste gestrichen und später abgewrackt.

### Lew
Die Lew (russisch Лев) (deutsch: Löwe) wurde am 30. April 1951 auf Kiel gelegt und lief am 24. Mai 1952 vom Stapel. Das Schiff diente in der Nord- und in der Baltischen-Flotte. Sie wurde am 18. August 1971 außer Dienst gestellt.

### Tigr
Die Tigr (russisch Тигр) (deutsch: Tiger) wurde am 1. Juli 1952 auf Kiel gelegt und lief am 29. September 1952 vom Stapel. Sie wurde in der Ostsee und im Weißen Meer eingesetzt. Das Schiff wurde am 18. November 1974 außer Dienst gestellt und später in Murmansk verschrottet.

## Belege und Verweise